# 해리 타운스

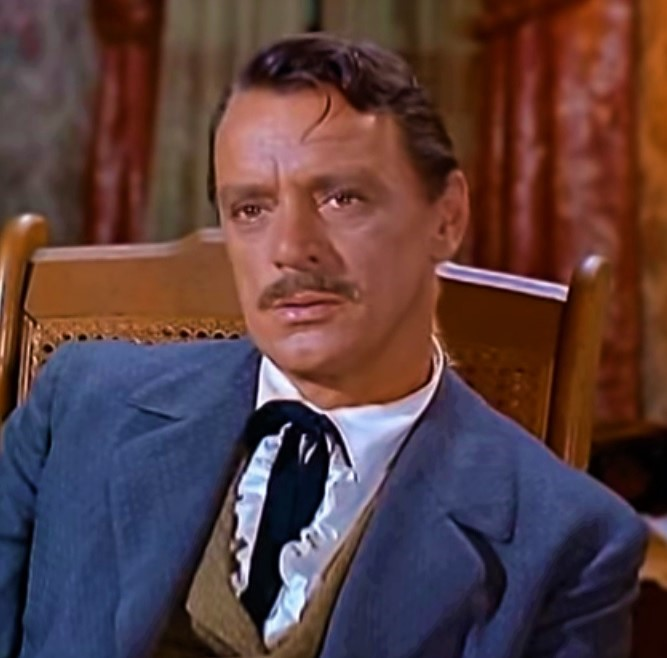

해리 타운스(Harry Townes, 1914년 9월 18일 ~ 2001년 5월 23일)는 미국의 배우이다.
헌츠빌에서 태어났으며 헌츠빌에서 사망하였다. 앨라배마주에 매장되었다.

## 출연 작품

### 영화
- 하와이언스 (1970년)
- 생츄어리 (1961년) - 이바 밥빗 역
- 까라마조프의 형제들 (1958년)
- 산 (1956년) - 조셉 역

### 텔레비전
- 스튜디오 원 (1951-58)
- 클라이막스! (1956-58)
- 딜론 보안관 (1956-71)
- 페리 메이슨 (1958-66)
- 보난자 (1960-69)
- 도망자 (1963-66)
- 서스펜스 (1964)
- 서부를 향해 달려라 (1965-67)
- 디즈니랜드 (1967) - 발로 씨 역
- 아이언사이드 (1971-75)
- 형사 Q (1978-82)
- 미녀 삼총사 (1980)
- 두 얼굴의 사나이 - 시리즈 (1981)
- 달리는 사이먼 (1983-88)